# Saccopharyngiformes

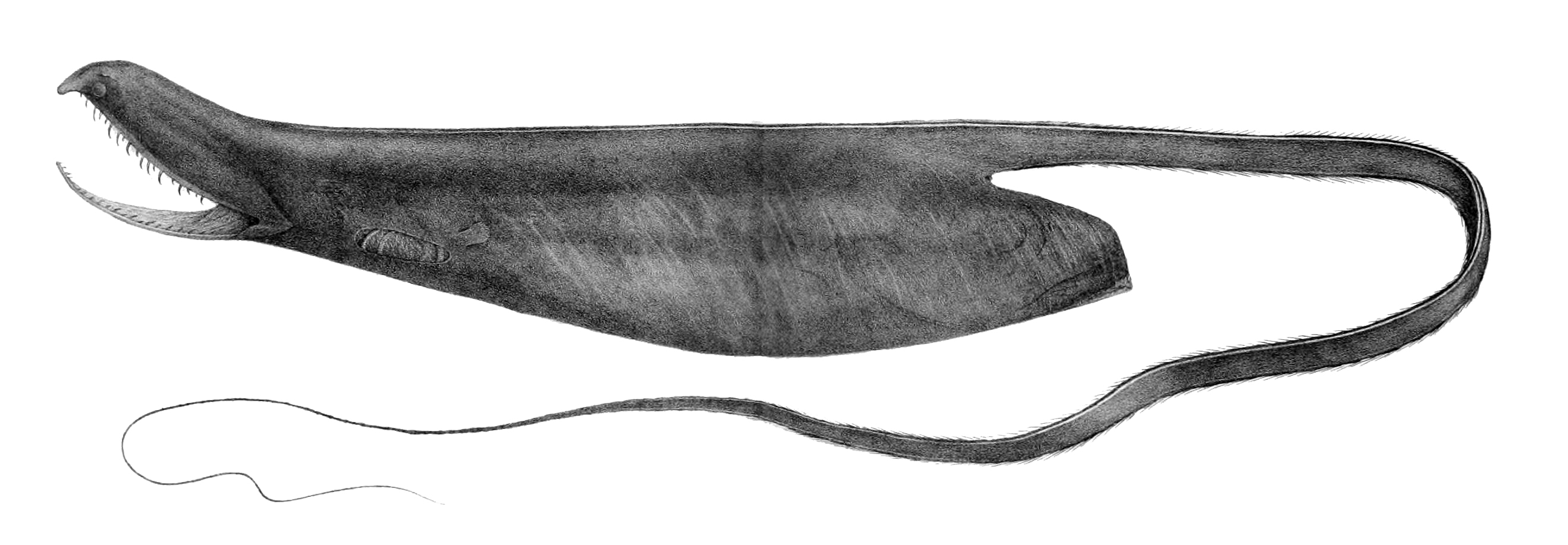
Saccopharynx ampullaceus (famiglia Saccopharyngidae)

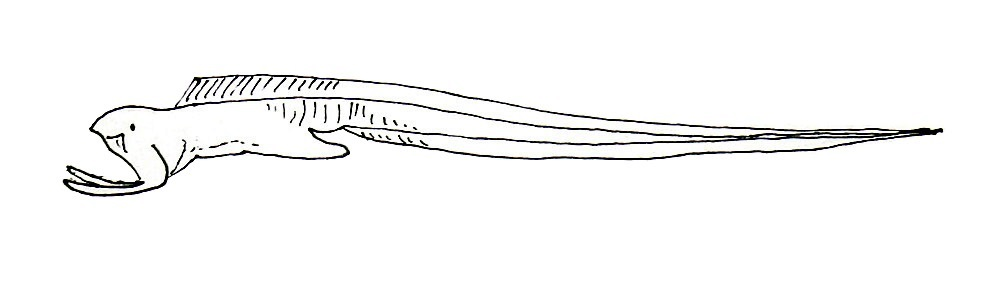
Monognathus sp. (famiglia Monognathidae)

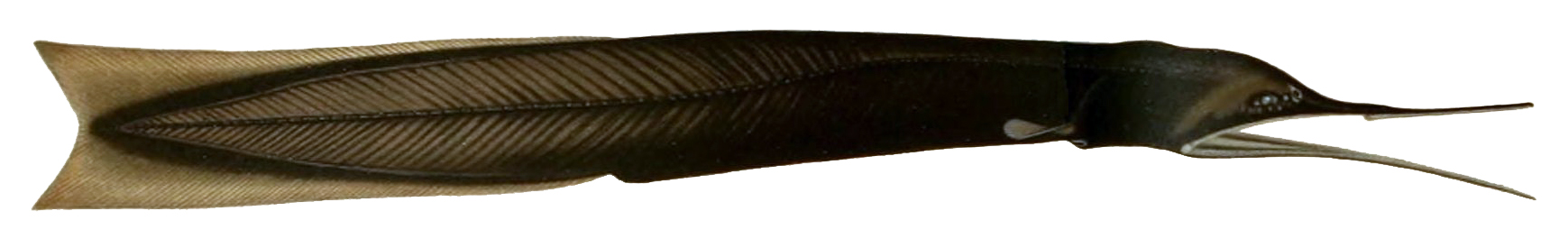
Cyema atrum (famiglia Cyematidae)

I Saccopharyngiformes sono un ordine di pesci ossei abissali affini agli Anguilliformes ma aberranti per gli adattamenti alla vita nelle profondità oceaniche.

## Distribuzione e habitat
Sono presenti in tutti gli oceani ma ignoti nel mar Mediterraneo.
Vivono a profondità molto elevate nel piano abissale fino ad alcune migliaia di metri.

## Descrizione
Le varie famiglie di Saccopharyngiformes hanno un aspetto piuttosto vario ma sono tutte accomunate dalle mascelle molto allungate (tranne nei Monognathidae dove invece è assente la mascella superiore) che sono unite al cranio solo da un condilo e dalla semplificazione dello scheletro con perdita di numerose ossa come l'opercolo, le costole e molte ossa del cranio. Mancano inoltre le scaglie, la vescica natatoria e le pinne ventrali. La pinna caudale è anch'essa assente da gran parte delle specie, ove presente è rudimentale.

## Biologia
Poco nota.

### Riproduzione
Le larve sono leptocefali diversi da quelli degli Anguilliformes per avere il corpo più alto e i miomeri a forma di V e non di W. Probabilmente si riproducono una sola volta nella vita come gli Anguilliformes.

## Classificazione
- Sottordine Cyematoidei
  - Famiglia Cyematidae
- Sottordine Saccopharyngoidei
  - Famiglia Eurypharyngidae
  - Famiglia Monognathidae
  - Famiglia Saccopharyngidae[1]